# Hofbühl
Der Hofbühl ist eine 510,3 m ü. NHN hohe Erhebung im Landkreis Reutlingen gut ein Kilometer  nördlich von Neuhausen an der Erms.

## Beschreibung
Der zum Vorland der mittleren Schwäbischen Alb gehörende, oval geformte Hügel oberhalb der Ortschaft Neuhausen hat einen Durchmesser von 300 bis 500 Meter und überragt sein unmittelbares Umland um etwa 150 Meter.

## Geologie
Beim Hofbühl handelt es sich um einen der ca. 350 Vulkanschlote im Urach-Kirchheimer-Vulkangebiet. Der aus vulkanischem Basalttuff bestehende Gipfelbereich ist widerstandsfähiger als der den Härtling umgebende Braune Jura. Dieser Vulkanschlot mit ovalem Umriss und einem Durchmesser von 300–500 Metern entstand in der Zeit des Obermiozän (vor ca. 17–11 Millionen Jahren) im Zuge der Tätigkeit des Schwäbischen Vulkans. In einem westlich gelegenen Waldabschnitt am Nordhang liegt eine rund 10 Meter lange „Sandgrube“ mit 1 bis 2 Meter mächtigem aufgeschlossenem Basalttuff, der faustgroße Kalkblöcke einschließt.

## Naturschutz
Der Hofbühl ist sowohl Teil des Landschaftsschutzgebietes Reutlinger und Uracher Alb mit der Schutzgebietsnummer 4.15.135 als auch in die Pflegezone des Biosphärengebiets Schwäbische Alb eingebettet. Außerdem ist der Gipfelbereich des Vulkanschlots Hofbühl auf einer Länge von 200 Metern und einer Breite von 150 Metern als Geotop geschützt.

## Gefallenendenkmal
Das denkmalgeschützte Kriegerdenkmal wurde nach 1918 für die im Ersten Weltkrieg gefallenen Mitglieder der Freien Turnerschaft Neuhausen errichtet. Auf zwei Granittafeln auf halbrundem Mauersockel sind  Gedenk- und Namensinschriften zu sehen.

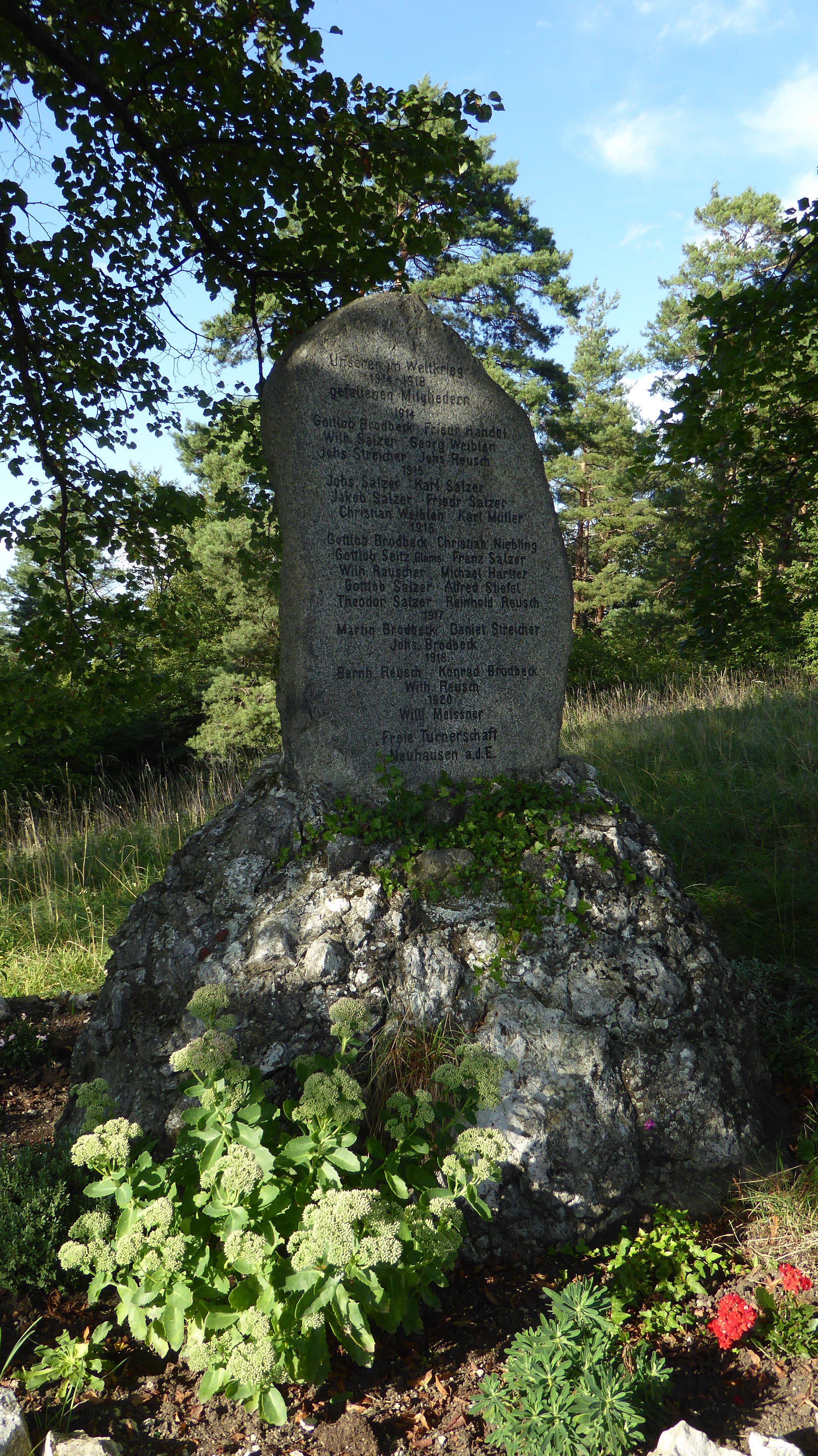
Denkmal für die im Ersten Weltkrieg gefallenen Mitglieder der Freien Turnerschaft Neuhausen. Zwei Granittafeln mit Gedenk- und Namensinschriften.

### LUBW
Amtliche topographische Onlinekarte mit passendem Ausschnitt und den hier benutzten Layern: Lage des Hofbühls

Allgemeiner Einstieg ohne Voreinstellungen und Layer: Daten- und Kartendienst der Landesanstalt für Umwelt Baden-Württemberg (LUBW) (Hinweise)
1. 1 2  
Höhe nach schwarzer Beschriftung auf dem Hintergrundlayer Topographische Karte. (Der Hofbühl ist dem Meßtischblatt 7421 Metzingen der Deutschen Fotothek von 1901 zufolge 510,2 m ü. NHN hoch. Der geringe Höhenunterschied kann dem Wechsel des Bezugssystems oder einer Messungenauigkeit geschuldet sein.)

### Andere Belege
1. ↑  
STECKBRIEF GEOTOPE: Vulkanschlot Hofbühl. (PDF) Regierungspräsidium Freiburg, Abteilung 9, LGRB, 22. November 2016, abgerufen am 21. Juli 2019.
2. ↑  
Ustill: Karte Urach-Kirchheimer Vulkangebiet (Schwäbischer Vulkan) In: Wikimedia commons
3. ↑  
LGRB-Kartenviewer. Abgerufen am 15. Juli 2019.
4. 1 2  Geotope im Regierungsbezirk Tübingen, Steckbriefe; Landesanstalt für Umwelt, Messungen und Naturschutz Baden-Württemberg. (PDF) In: fachdokumente.lubw.baden-wuerttemberg.de. Archiviert vom Original (nicht mehr online verfügbar) am 3. Januar 2020; abgerufen am 13. Juli 2019.  Info: Der Archivlink wurde automatisch eingesetzt und noch nicht geprüft. Bitte prüfe Original- und Archivlink gemäß Anleitung und entferne dann diesen Hinweis.
5. ↑  
Günter Künkele: Naturerbe – Biosphärengebiet Schwäbische Alb. Silberburg, Tübingen 2008, ISBN 978-3-87407-790-3, S. 176.
6. ↑  
Schutzgebietssteckbrief: Landschaftsschutzgebiet Reutlinger und Uracher Alb. Abgerufen am 14. Juli 2019.
7. ↑  
Biosphärengebiet Schwäbische Alb, Gemeindekarte Metzingen. (PDF) Abgerufen am 14. Juli 2019.